# ふたりはプリキュア Splash Star サウンドアルバム
『ふたりはプリキュア Splash Star サウンドアルバム』は、東堂いづみ原作によるアニメシリーズ第3作『ふたりはプリキュア Splash Star』のボーカルアルバム、オリジナル・サウンドトラックシリーズ。アルバム計4枚、サウンドトラック計3枚。

## ボーカルアルバム

### Yes! プリキュアスマイル
『ふたりはプリキュア Splash Star』初のボーカルアルバム。主題歌・新録曲やメインキャラクターのキャラクターソングを全10曲収録している。オープニングテーマ・エンディングテーマもフルサイズで収録。初回封入特典として、オリジナルステッカーが同梱されている。ジャケットイラストには、キュアブルーム、キュアイーグレットとパートナーたちがプリントされている。
収録曲
1. まかせて★スプラッシュ☆スター★ [3:46]
歌：うちやえゆか with Splash Stars
作詞：青木久美子、作曲：小杉保夫、編曲：家原正樹
  - テレビアニメ『ふたりはプリキュア Splash Star』オープニングテーマ
2. 今日も元気! [4:13]
歌：うちやえゆか
作詞・作曲：うちやえゆか、編曲：SOMEHOW'S
3. ずっと、ずっと…ね [4:11]
歌：日向咲（樹元オリエ）、美翔舞（榎本温子）、フラッピ（山口勝平）、チョッピ（松来未祐）
作詞：青木久美子、作曲：小杉保夫、編曲：高木洋
4. 海が見えたら [4:20]
歌：日向咲（樹元オリエ）
作詞：青木久美子、作曲：佐藤和朗、編曲：神津裕之
5. blessing [4:18]
歌：うちやえゆか&五條真由美
作詞：青木久美子、作曲：高取ヒデアキ、編曲：籠島裕昌
6. 謎の行方 [3:45]
歌：美翔舞（榎本温子）
作詞：青木久美子、作曲・編曲：神津裕之
7. Yes! プリキュアスマイル♪〜夢に向かって〜 [4:53]
歌：日向咲（樹元オリエ）、美翔舞（榎本温子）、うちやえゆか
作詞：うちやえゆか、作曲・高木洋
8. エガオノチカラ [3:58]
歌：五條真由美
作詞：只野菜摘、作曲：小杉保夫、編曲：SOMEHOW'S
9. my growing days [4:45]
歌：うちやえゆか
作詞・作曲：Mayu、編曲：籠島裕昌
10. 「笑うが勝ち!」でGo! [3:23]
歌：五條真由美
作詞：青木久美子、作曲：高取ヒデアキ、編曲：家原正樹
  - テレビアニメ『ふたりはプリキュア Splash Star』エンディングテーマ

### 奇跡の雫
『ふたりはプリキュア Splash Star』の2枚目ボーカルアルバムが、主題歌・新録曲やメインキャラクターのキャラクターソングを全10曲収録している。オープニングテーマ・エンディングテーマもフルサイズで収録。初回封入特典として、オリジナルステッカーが同梱されている。ジャケットイラストには、キュアブライト、キュアウィンディとパートナーたちがプリントされている。
収録曲
1. まかせて★スプラッシュ☆スター★ [3:46]
歌：うちやえゆか with Splash Stars
作詞：青木久美子、作曲：小杉保夫、編曲：家原正樹
  - テレビアニメ『ふたりはプリキュア Splash Star』オープニングテーマ
2. バイセコー [4:16]
歌：日向咲（樹元オリエ）&美翔舞（榎本温子）
作詞：只野菜摘、作曲・編曲：佐藤和朗
3. A message of wind [4:36]
歌：美翔舞（榎本温子）
作詞：青木久美子、作曲：浅田直、編曲：大石憲一郎
4. Pa!っとハレバレじゃん♪ [3:39]
歌：日向咲（樹元オリエ）、美翔舞（榎本温子）、うちやえゆか、五條真由美
作詞：青木久美子、作曲：高取ヒデアキ、編曲：籠島裕昌・川瀬智
5. 7つの泉を奪還せよ!! 〜フィフスエレメントの逆襲〜 [5:42]
歌：DARK ELEMENTS
作詞：青木久美子、作曲：小杉保夫、編曲：高木洋
6. ピカピカ・ヒーリング [4:27]
歌：五條真由美
作詞：只野菜摘、作曲：百田忠正、編曲：佐藤和朗
7. 海に月、心に光、キラキラと。 [4:06]
歌：日向咲（樹元オリエ）
作詞：青木久美子、作曲：高取ヒデアキ、編曲：大石憲一郎
8. Girl's Work [3:15]
歌：日向咲（樹元オリエ）、美翔舞（榎本温子）、うちやえゆか、五條真由美
作詞：青木久美子、作曲・編曲：岩切芳郎
9. 奇跡の雫 [4:59]
歌：うちやえゆか
作詞・作曲：うちやえゆか、編曲：高木洋
10. ガンバランスdeダンス [3:23]
歌：五條真由美、フラッピ（山口勝平）、チョッピ（松来未祐）
作詞：青木久美子、作曲：小杉保夫、編曲：家原正樹
  - テレビアニメ『ふたりはプリキュア Splash Star』後期エンディングテーマ

### ボーカルベスト!!
『ふたりはプリキュア Splash Star』のベストアルバム。主題歌・新録曲やメインキャラクターのキャラクターソングを全16曲完全収録している。初回封入特典として、ジャケットイラストステッカーが同梱されている。ジャケットイラストには、前4枚のジャケットがプリントされている。
収録曲
1. まかせて★スプラッシュ☆スター★ [3:46]
歌：うちやえゆか with Splash Stars
作詞：青木久美子、作曲：小杉保夫、編曲：家原正樹
  - テレビアニメ『ふたりはプリキュア Splash Star』オープニングテーマ
2. Yes! プリキュアスマイル♪〜夢に向かって〜 [4:53]
歌：日向咲（樹元オリエ）、美翔舞（榎本温子）、うちやえゆか
作詞：うちやえゆか、作曲・高木洋
3. 海が見えたら [4:20]
歌：日向咲（樹元オリエ）
作詞：青木久美子、作曲：佐藤和朗、編曲：神津裕之
4. 謎の行方 [3:45]
歌：美翔舞（榎本温子）
作詞：青木久美子、作曲・編曲：神津裕之
5. ずっと、ずっと…ね [4:11]
歌：日向咲（樹元オリエ）、美翔舞（榎本温子）、フラッピ（山口勝平）、チョッピ（松来未祐）
作詞：青木久美子、作曲：小杉保夫、編曲：高木洋
6. 「笑うが勝ち!」でGo! [3:23]
歌：五條真由美
作詞：青木久美子、作曲：高取ヒデアキ、編曲：家原正樹
  - テレビアニメ『ふたりはプリキュア Splash Star』エンディングテーマ
7. 7つの泉を奪還せよ!! 〜フィフスエレメントの逆襲〜 [5:42]
歌：DARK ELEMENTS
作詞：青木久美子、作曲：小杉保夫、編曲：高木洋
8. 海に月、心に光、キラキラと。 [4:06]
歌：日向咲（樹元オリエ）
作詞：青木久美子、作曲：高取ヒデアキ、編曲：大石憲一郎
9. A message of wind [4:36]
歌：美翔舞（榎本温子）
作詞：青木久美子、作曲：浅田直、編曲：大石憲一郎
10. バイセコー [4:16]
歌：日向咲（樹元オリエ）、美翔舞（榎本温子）
作詞：只野菜摘、作曲・編曲：佐藤和朗
11. ガンバランスdeダンス [3:23]
歌：五條真由美、フラッピ（山口勝平）、チョッピ（松来未祐）
作詞：青木久美子、作曲：小杉保夫、編曲：家原正樹
  - テレビアニメ『ふたりはプリキュア Splash Star』後期エンディングテーマ
12. Yes! プリキュアスマイル♪〜夢に向かって〜（オリジナルカラオケ） [4:53]
ボーナストラック。
13. ずっと、ずっと…ね（オリジナルカラオケ） [4:11]
ボーナストラック。
14. 7つの泉を奪還せよ!! 〜フィフスエレメントの逆襲〜（オリジナルカラオケ） [5:44]
ボーナストラック。
15. バイセコー（オリジナルカラオケ） [4:18]
ボーナストラック。
16. ガンバランスdeダンス〜咲&舞〜（フルサイズ） [3:57]
歌：日向咲（樹元オリエ）&美翔舞（榎本温子）
作詞：青木久美子、作曲：小杉保夫、編曲：家原正樹
ボーナストラック。

### メモリアル ボーカルセレクション
『ふたりはプリキュア Splash Star』の2011年再売版ベストアルバム。主題歌・新録曲やメインキャラクターのキャラクターソングを全16曲完全収録している。初回封入特典として、ジャケットサイズ・ステッカーが同梱されている。ジャケットイラストには、キュアブルーム、キュアイーグレットとパートナーたちがプリントされている。
収録曲
1. まかせて★スプラッシュ☆スター★ [3:46]
歌：うちやえゆか with Splash Stars
作詞：青木久美子、作曲：小杉保夫、編曲：家原正樹
  - テレビアニメ『ふたりはプリキュア Splash Star』オープニングテーマ
2. Yes! プリキュアスマイル♪〜夢に向かって〜 [4:53]
歌：日向咲（樹元オリエ）、美翔舞（榎本温子）、うちやえゆか
作詞：うちやえゆか、作曲・高木洋
3. 海が見えたら [4:20]
歌：日向咲（樹元オリエ）
作詞：青木久美子、作曲：佐藤和朗、編曲：神津裕之
4. 謎の行方 [3:45]
歌：美翔舞（榎本温子）
作詞：青木久美子、作曲・編曲：神津裕之
5. エガオノチカラ [3:58]
歌：五條真由美
作詞：只野菜摘、作曲：小杉保夫、編曲：SOMEHOW'S
6. blessing [4:18]
歌：うちやえゆか&五條真由美
作詞：青木久美子、作曲：高取ヒデアキ、編曲：籠島裕昌
7. ずっと、ずっと…ね [4:11]
歌：日向咲（樹元オリエ）、美翔舞（榎本温子）、フラッピ（山口勝平）、チョッピ（松来未祐）
作詞：青木久美子、作曲：小杉保夫、編曲：高木洋
8. 「笑うが勝ち!」でGo! [3:23]
歌：五條真由美
作詞：青木久美子、作曲：高取ヒデアキ、編曲：家原正樹
  - テレビアニメ『ふたりはプリキュア Splash Star』エンディングテーマ
9. 今日も元気! [4:13]
歌：うちやえゆか
作詞・作曲：うちやえゆか、編曲：SOMEHOW'S
10. Pa!っとハレバレじゃん♪ [3:39]
歌：日向咲（樹元オリエ）、美翔舞（榎本温子）、うちやえゆか、五條真由美
作詞：青木久美子、作曲：高取ヒデアキ、編曲：籠島裕昌・川瀬智
11. 7つの泉を奪還せよ!! 〜フィフスエレメントの逆襲〜 [5:42]
歌：DARK ELEMENTS
作詞：青木久美子、作曲：小杉保夫、編曲：高木洋
12. 海に月、心に光、キラキラと。 [4:06]
歌：日向咲（樹元オリエ）
作詞：青木久美子、作曲：高取ヒデアキ、編曲：大石憲一郎
13. A message of wind [4:36]
歌：美翔舞（榎本温子）
作詞：青木久美子、作曲：浅田直、編曲：大石憲一郎
14. バイセコー [4:16]
歌：日向咲（樹元オリエ）、美翔舞（榎本温子）
作詞：只野菜摘、作曲・編曲：佐藤和朗
15. 奇跡の雫 [4:59]
歌：うちやえゆか
作詞・作曲：うちやえゆか、編曲：高木洋
16. ガンバランスdeダンス [3:23]
歌：五條真由美、フラッピ（山口勝平）、チョッピ（松来未祐）
作詞：青木久美子、作曲：小杉保夫、編曲：家原正樹
  - テレビアニメ『ふたりはプリキュア Splash Star』後期エンディングテーマ

## オリジナル・サウンドトラック

### テレビシリーズ1
『ふたりはプリキュア Splash Star』の1枚目オリジナル・サウンドトラック。収録されている全41曲のBGMは佐藤直紀が制作を担当。また、主題歌の『まかせて★スプラッシュ☆スター★』と『「笑うが勝ち!」でGO!』両曲のテレビサイズ・バージョンを収録。初回限定封入特典としてオリジナルステッカーが同梱された。ジャケットイラストには、キュアブルーム、キュアイーグレットとパートナーたちがプリントされている。
収録曲
1. 新たなるプリキュア! [0:33]
2. プリキュア スプラッシュ☆スターのテーマ [1:39]
3. まかせて★スプラッシュ☆スター（TVsize） [1:23]
歌：うちやえゆか with Splash Stars
作詞：青木久美子、作曲：小杉保夫、編曲：家原正樹
  - テレビアニメ『ふたりはプリキュア Splash Star』オープニングテーマ
4. 咲のテーマ [2:21]
5. 舞のテーマ [1:53]
6. サブタイトル [0:09]
7. 今日も絶好調なり! [1:13]
8. ワクワク気分で [1:50]
9. ダークフォールの影 [1:37]
10. 不安〜滅びの国の魔手 [1:08]
11. プリキュア変身 スプラッシュ☆スター! [1:06]
12. 激闘!プリキュアVSダークフォール [1:37]
13. プリキュアの使命〜決意を胸に [1:03]
14. プリキュア・ツインストリーム・スプラッシュ! [1:43]
15. 大空の木の下で [1:47]
16. 心の翼を拡げたら [1:42]
17. 不思議な予感 [1:21]
18. フラッピのテーマ [1:26]
19. チョッピのテーマ [1:22]
20. コロネとフラッピ [1:19]
21. 精霊の国〜泉の郷 [1:27]
22. 精霊の水差し〜フェアリーキャラフェ [1:13]
23. アイキャッチA [0:08]
24. アイキャッチB [0:07]
25. 海が見える町 [1:28]
26. ウキウキ♪デート [1:16]
27. はっちゃけていこう!〜渚を歩けば [1:07]
28. アクダイカーンのテーマ [1:39]
29. うごめくダークフォール [1:38]
30. がんばれ!夕凪中学ソフトボール部 [1:08]
31. 根性、根性、ド根性! [1:08]
32. 苦しくたって負けないぞ [0:55]
33. ドンマイ!ファイト! [2:04]
34. 海辺の夕暮れ [1:35]
35. さみしい夜に [1:22]
36. 友情〜あなたを想ってる [1:54]
37. ウザイナー大暴れ! [1:52]
38. 強敵あらわる [1:36]
39. プリキュア登場!〜大ピンチ [2:13]
40. プリキュアの危機!〜大逆転 [2:24]
41. 想いを抱きしめて [1:21]
42. 明日も絶好調! [1:04]
43. 「笑うが勝ち!」でGO!（TVsize） [1:31]
歌：五條真由美
作詞：青木久美子、作曲：高取ヒデアキ、編曲：家原正樹
  - テレビアニメ『ふたりはプリキュア Splash Star』エンディングテーマ

### 劇場版サウンドトラック
劇場版『映画 ふたりはプリキュア Splash Star チクタク危機一髪!』のオリジナル・サウンドトラック。主題歌・未収録BGMコレクションも収録。初回限定封入特典としてジャケットイラストステッカーが同梱された。ジャケットイラストには、映画のポスターがプリントされている。
収録曲
1. まかせて★Splash☆Star★（映画version） [1:23]
歌：うちやえゆか with Splash Stars
作詞：青木久美子、作曲：小杉保夫、編曲：家原正樹
  - 劇場版『映画 ふたりはプリキュア Splash Star チクタク危機一髪!』主題歌
2. 急げ!急げ!〜なぞの男 [1:23]
3. サーロイン―たくらみ [0:35]
4. アワーズ&ミニッツ登場〜時計の郷へ [2:54]
5. サーロイン―ダークフォールの使者 [2:25]
6. プリキュア変身! [1:06]
7. プリキュア対サーロイン [1:37]
8. 苦戦 [1:06]
9. プリキュア倒れる [0:38]
10. さまようプリキュア [1:03]
11. ウザイナー出現 [1:54]
12. 解けた変身 [0:47]
13. すれ違う想い [2:01]
14. 咲、信じる心 [0:49]
15. 舞、想い出 [0:49]
16. 本当のパートナー [1:10]
17. もう迷わない [0:13]
18. 会いたい気持ち [0:44]
19. 希望のとびら [0:48]
20. サーロインの脅威 [1:40]
21. 二人になれば [1:29]
22. 風よ!光よ! [0:43]
23. 巨大サーロイン現る!〜絶対にあきらめない [1:35]
24. プリキュア・スパイラルスター・スプラッシュ! [1:49]
25. 時をこの手に [1:55]
26. ガンバランスdeダンス〜咲&舞version〜（SHORT SIZE EDIT） [1:32]
歌：日向咲（樹元オリエ）&美翔舞（榎本温子）
作詞：青木久美子、作曲：小杉保夫、編曲：家原正樹
〜Special Bonus Tracks〜
27. 予告用音楽 [0:32]
28. 悲しみは空の彼方 [2:19]
29. 静かな夜に [1:18]
30. 未来を信じて [2:08]
31. プリズムホーピッシュ [0:24]
32. 心細いナ [0:28]
33. お色気!? [0:22]
34. 大感動! [0:19]
35. ぬき足さし足 [0:58]
36. 不気味な場所 [1:12]
37. うずまく暗い想い [1:13]
38. ドキドキ、どーしよう!? [1:15]
39. はじまりの混沌 [1:37]
40. 重いさだめ [1:47]
41. 迫りくる恐怖 [1:23]
42. 怒りの襲撃 [0:59]
43. 涙のあとで [1:59]
44. やさしい光に包まれて [2:50]

### テレビシリーズ2
『ふたりはプリキュア Splash Star』の2枚目オリジナル・サウンドトラック。収録されている全37曲のBGMは佐藤直紀が制作を担当。また、主題歌の『まかせて★スプラッシュ☆スター★』と『ガンバランスdeダンス』両曲のテレビサイズ・バージョンを収録。初回限定封入特典としてジャケットイラストステッカーが同梱された。ジャケットイラストには、キュアブルーム、キュアイーグレットとパートナーたちがプリントされている。
収録曲
1. 光のシャワーをあびて [1:17]
2. まかせて★スプラッシュ☆スター★（TVsize） [1:23]
歌：うちやえゆか with Splash Stars
作詞：青木久美子、作曲：小杉保夫、編曲：家原正樹
  - テレビアニメ『ふたりはプリキュア Splash Star』オープニングテーマ
3. 満と薫のテーマ [1:32]
4. 月と風の物語 [1:22]
5. 忍びよる不安 [1:10]
6. プレイボール! [1:10]
7. ピンチもチャンスだ [1:04]
8. 白熱の試合 [1:18]
9. はっちゃけていこう!〜急げやいそげ [0:49]
10. ムープ&フープのテーマ [1:25]
11. ダークフォールの陰謀 [1:37]
12. 復活する滅びの力 [1:41]
13. 悲痛な戦い [1:07]
14. プリキュアの使命〜湧き上がる闘志 [1:14]
15. スパイラルリング装着 [1:08]
16. プリキュア・スパイラルハート・スプラッシュ! [1:11]
17. もの想うムープ&フープ [1:21]
18. 明日へ向って [1:18]
19. 陽のあたる坂道 [1:50]
20. カッコつけたぜ! [1:08]
21. 潮騒の記憶 [1:34]
22. 君がいないと… [1:29]
23. 友情〜絆を信じて [1:30]
24. あらがえない運命 [2:01]
25. 試練をのりこえて [1:15]
26. なつかしい笑顔とともに [2:14]
27. フィーリア王女 [1:53]
28. のんびりまったり [1:27]
29. 光と風のマーチ [0:53]
30. ひび割れた鏡 [1:10]
31. 暗黒の歴史 [1:40]
32. 不安〜せまりくる危機 [1:04]
33. 決戦!光と闇 [1:21]
34. プリキュア新変身!月と風の力 [1:02]
35. 絶体絶命!〜負けないでプリキュア [1:35]
36. プリキュア・スパイラルスター・スプラッシュ! [1:49]
37. かけがえのない世界 [1:36]
38. 未来をこの手で [1:40]
39. まかせて★スプラッシュ☆スター★〜インストゥルメンタル Version [1:32]
40. ガンバランスdeダンス（TVsize） [1:30]
歌：五條真由美、フラッピ（山口勝平）、チョッピ（松来未祐）
作詞：青木久美子、作曲：小杉保夫、編曲：家原正樹
  - テレビアニメ『ふたりはプリキュア Splash Star』後期エンディングテーマ